# 黑擬長頜魚
黑擬長頜魚，為輻鰭魚綱骨舌魚目象鼻魚科擬長頜魚屬的其中一種。該物種主要分布於非洲剛果河中游流域，體長可達34公分。